# Skolekantine
Skolekantine er en kantine der befinder sig på en skole, hvor skoleelever kan købe frokost. Den har normalt kun åben i skoletiden og den er meget vigtig, for flere børn der går i skole, som ikke kan få madpakke med hjemmefra. Man kan både købe varm mad og kold mad. I en skolekantine, er det forskelligt om skolen betaler, eller om man selv skal have penge med.